# Ahmed (film)
Pour les articles homonymes, voir Ahmed.
Pour plus de détails, voir Fiche technique et Distribution.
Ahmed est un court métrage réalisé et écrit par Alain Gomis, sorti en 2006.

## Synopsis
Ahmed, réparateur de télévisions, fait une livraison chez André, ancien tirailleur sénégalais. Celui-ci vit seul dans une maison isolée et cherche immédiatement à lier connaissance. Malgré les réticences d’Ahmed, une étrange relation se noue entre les deux hommes, nourrie par l’apprentissage de la musique.

## Fiche technique
- Réalisation : Alain Gomis[1]
- Production : Gindou Cinéma
- Scénario : Alain Gomis[1], Michael Morera
- Image : Javier Ruiz Gómez
- Son : Didier Baules
- Montage : Calin Tuduce
- Pays :  France
- Langue : français
- Format : couleur
- Date de sortie : 10 octobre 2006[2]
- Durée : 24 minutes

## Distribution
- James Campbell : Ahmed
- Samir Guesmi
- Dominique Taillemite

## Distinctions
- 2007 : Prix du court métrage du Festival Lumières d'Afrique de Besançon[2]